# Inžič-Čukun
Inžič-Čukun (in russo Инжич-Чукун?) è una località della Repubblica autonoma della Karačaj-Circassia, in Caucaso, dal 2006 capoluogo del rajon Abazinskij.
Questo aul venne fondato nel 1861 con la denominazione di Zelenčuksko-Loovskij (in russo Зеленчукско-Лоовский?), nome che conservò fino al 1925, anno in cui assunse quello attuale.
Ha una popolazione di circa 2000 persone, prevalentemente abazi e russi.